# Бун бо Хюе
Бун бо Хюе (в'єт. bún bò Huế), також бун бо (в'єт. bún bò) — популярний в'єтнамський суп з рисовою локшиною (bún) та яловичиною (bò). Хюе — це місто в центральному В'єтнамі, з яким пов'язують спосіб приготування їжі для колишнього королівського двору. Ця страва популярна через своє поєднання пряного, кислого, солоного смаків та смаку умамі. Домінуючим у цьому супі є смак лемонграсу. У порівнянні з фо або бун ріеу, локшина у супі бун бо товстіша та має більш циліндричну форму.

## Опис
Бун бо з'явився у місті Хюе, колишній столиці В'єтнаму. За межами міста та у деяких частинах країни його називають бун бо Хюе, щоб показати, звідки він походить; в самому ж Хюе та прилеглих до нього містах цей суп називають просто бун бо.

## Приготування
Для приготування бульйону для супу яловичі кістки та гомілки варять з лемонграссом. Після цього їх приправляють ферментованим креветковим соусом і додають цукор для смаку. Під час приготування супу також додають гостру олію чилі.
Бун бо зазвичай містить тонкі шматочки маринованої і вареної яловичої гомілки, шматочки хвоста та свинячу рульку. До нього також можуть додавати кубики згорнутої свинячої крові, яка має колір між темно-коричневим і бордовим, а за консистенцією нагадує твердий сир тофу.

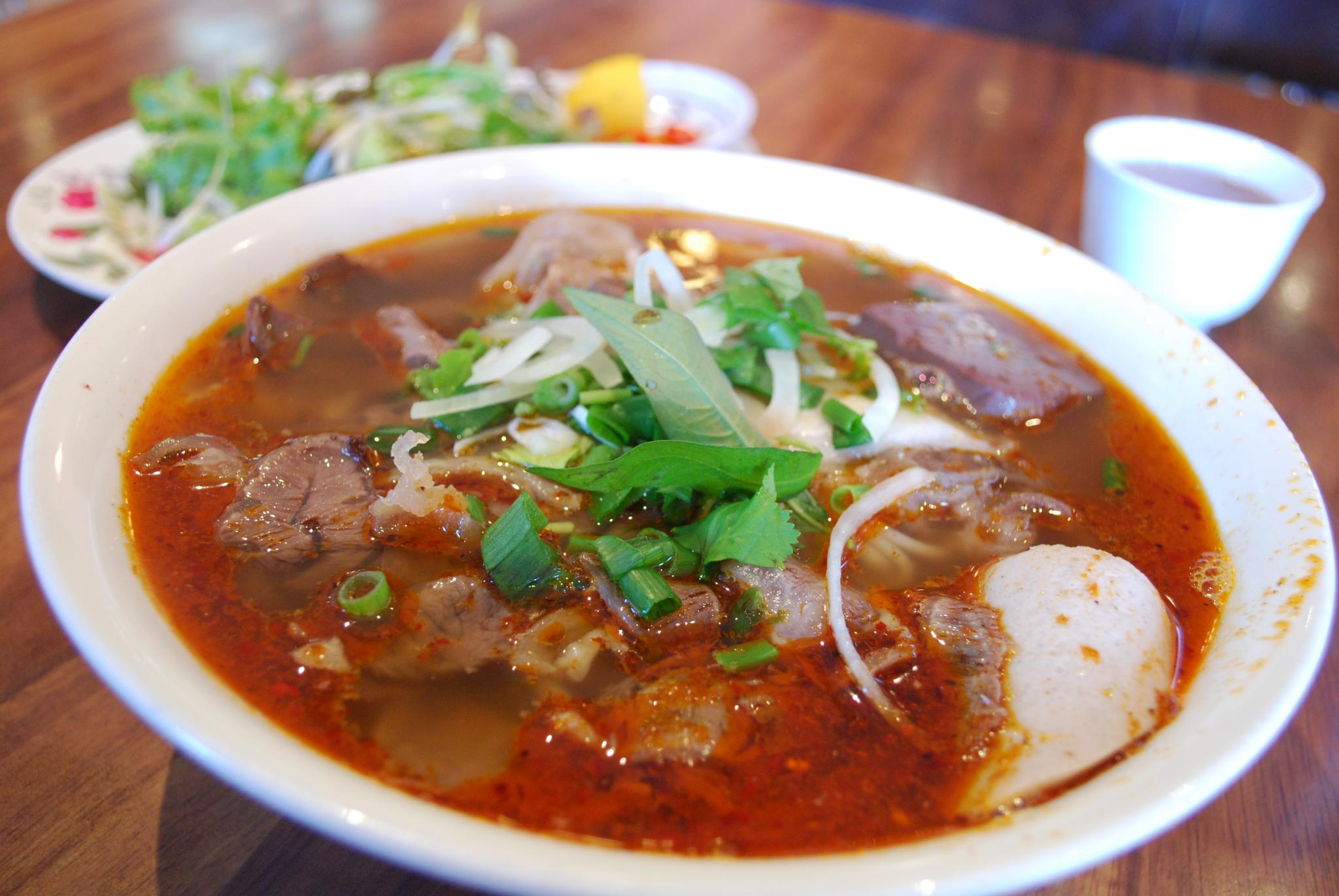
Бун бо Хюе з рисовою локшиною, яловичою груднинкою, свинячим окістом, свинячою кров'яною ковбасою та іншими інгредієнтами

## Подача
Суп бун бо зазвичай подають з дольками лайму, гілочками коріандру, нарізаною кубиками зеленою цибулею, нарізаною звичайною цибулею, соусом чилі, тонко нарізаними квітками банану, червоною капустою, м'ятою, базиліком, петрушкою, в'єтнамським коріандром, кулантро та іноді з паростками вігни. Якщо немає квіток банана, підійде тонко нарізана фіолетова капуста, оскільки вона найбільше подібна до квіток банана за текстурою, але не за смаком. Рибний та креветковий соус додають до супу за смаком.
Складові супу можуть варіюватися у різних регіонах залежно від наявності.